# Society for Psychical Research
La Society for Psychical Research o SPR («Società per la Ricerca Psichica») è un'organizzazione senza scopo di lucro del Regno Unito, il cui scopo dichiarato è quello di studiare "gli eventi e le capacità comunemente definite 'medianiche' o 'paranormali' promuovendo e sostenendo importanti ricerche in questo settore", e di "esaminare presunti fenomeni paranormali in modo scientifico ed imparziale". Venne fondata nel 1882 da tre membri del Trinity College di Cambridge: Edmund Gurney, Frederic William Henry Myers e Henry Sidgwick, e da Edmund Rogers.
La società conta circa 5.500 membri e ha un bilancio medio di 5,2 milioni di sterline all'anno. Il quartier generale della SPR si trova in Marloes Road, a Londra.
La società in quanto tale non sostiene punti di vista ufficiali: le opinioni espresse sono solo quelle dei suoi singoli membri. Pubblica il trimestrale Journal of The Society for Psychical Research, o JSPR (Giornale della società per la ricerca psichica) e, ad intervalli variabili, i Proceedings (Atti), oltre a tenere annualmente delle conferenze. Il suo ramo americano, la American Society for Psychical Research (fondata da William James tra il 1890 e il 1894), pubblica il Journal of the American Society of Psychical Research.

## Storia
Il proposito con cui nacque la Society for Psychical Research era di promuovere la ricerca scientifica sui fenomeni parapsicologici (metapsichici) o paranormali, per constatare la loro veridicità. La ricerca era inizialmente focalizzata in sei aree: telepatia, mesmerismo e fenomeni simili, medianicità, apparizioni, fenomeni fisici avvenuti durante sedute spiritiche e, infine, la storia di tutti questi fenomeni.
La società è amministrata da un Presidente e da un consiglio di venti persone. L'organizzazione è dislocata a Londra e a Cambridge; il quartier generale di Londra si trovava inizialmente al 14 di Dean's Yard. Una succursale francese della SPR fu fondata nel 1885 come Société Française pour Recherche Psychique (SFRP). In seguito, fu fondata anche una succursale americana l'American Society for Psychical Research (ASPR).
Tra i sostenitori della società sono inclusi Alfred Lord Tennyson, Mark Twain, Lewis Carroll, Carl Gustav Jung, J. B. Rhine e Arthur Conan Doyle.
La società fu particolarmente attiva trent'anni dopo la sua fondazione, guadagnando la fama grazie al rapporto Hodgson nel 1884.
La maggior parte dei membri iniziale erano spiritisti, ma c'erano anche alcuni investigatori (il "Sidgwick Group", capitanato da Henry Sigdwick, una formazione fondata otto anni prima della SPR e poi divenuta parte di essa).
La società fu indebolita a causa di un conflitto interno tra le due fazioni, ed una grande parte dei suoi membri (gli Spiritisti) abbandonò la SPR nel 1887.

## Pubblicazioni
Il Journal of the Society for Psychical Research (JSPR) è una rivista trimestrale pubblicata dalla Society for Psychical Research.

## Cronologia dei presidenti
| I presidenti della Society for Psychical Research | |
| 1882-1884                                         | Henry Sidgwick (1838-1900), filosofo                                                                  |
| 1885-1887                                         | Balfour Stewart (1827-1887), fisico                                                                   |
| 1888-1892                                         | Henry Sidgwick (→ 1882)                                                                               |
| 1893                                              | Arthur Balfour (1848-1930), successivamente primo ministro, scrisse la ben nota Dichiarazione Balfour |
| 1894-1895                                         | William James (1842-1910), psicologo e filosofo statunitense                                          |
| 1896-1897                                         | Sir William Crookes (1832-1919), fisico e chimico                                                     |
| 1900                                              | Frederick William Henry Myers (1843-1901), filologo e filosofo                                        |
| 1901-1903                                         | Sir Oliver Lodge (1851-1940), fisico                                                                  |
| 1904                                              | Sir William Fletcher Barrett (1845-1926), fisico                                                      |
| 1905                                              | Charles Robert Richet (1850; †1935), fisiologo francese e vincitore del Premio Nobel                  |
| 1906-1907                                         | Gerald Balfour (1853-1945), politico                                                                  |
| 1908-1909                                         | Eleanor Sidgwick (1845-1936), parapsicologo                                                           |
| 1910                                              | Henry Arthur Smith (1848-)                                                                            |
| 1911                                              | Andrew Lang (1844-1912)                                                                               |
| 1912                                              | W. Boyd Carpenter (1841-1918), vescovo                                                                |
| 1913                                              | Henri Bergson (1859-1941) filosofo francese; Premio Nobel per la letteratura 1927.                    |
| 1914                                              | Ferdinand Canning Scott Schiller (1864-1937), filosofo                                                |
| 1915-1916                                         | George Gilbert Aime Murray (1866-1957), filologo                                                      |
| 1917-1918                                         | Lawrence Pearsall Jacks (1860-1955), professore di filosofia a Oxford                                 |
| 1919                                              | John William Strutt Rayleigh (1842-1919), fisico, Premio Nobel 1904                                   |
| 1920-1921                                         | William McDougall (1871-1938), psicologo                                                              |
| 1922                                              | Thomas Walter Mitchell (1869; †1944), redattore del British journal of medical psychology             |
| 1923                                              | Camille Flammarion (1842-1925), astronomo                                                             |
| 1924-1925                                         | John George Piddington (1869-1952), uomo d'affari                                                     |
| 1926-1927                                         | Hans Driesch (1867-1941), biologo tedesco e filosofo                                                  |
| 1928-1929                                         | Sir Lawrence Jones (1885-)                                                                            |
| 1930-1931                                         | Walter Franklin Prince (1863-1934), fondò la SPR di Boston nel 1925                                   |
| 1932                                              | Eleanor Sidgwick (→ 1908) e Oliver Lodge (→ 1901)                                                     |
| 1933-1934                                         | Edith Lyttelton (1865-1948), drammaturgo                                                              |
| 1935-1936                                         | Charlie Dunbar Broad (1887-1971), filosofo                                                            |
| 1937-1938                                         | John Strutt, III barone Rayleigh (→ 1919)                                                             |
| 1939-1941                                         | Henri Haberley Price (1899-)                                                                          |
| 1942-1944                                         | Robert Henry Thouless (1894-), psicologo                                                              |
| 1945-1946                                         | George Tyrell (*1879; †1952), matematico                                                              |
| 1947-1948                                         | William Henry Salter (1880-), avvocato                                                                |
| 1949                                              | Gardner Murphy (1895-1979), psicologo                                                                 |
| 1950-1951                                         | Samuel George Soal (1889-1975), matematico                                                            |
| 1952                                              | George Murray (→ 1915)                                                                                |
| 1953-1955                                         | Frederick Stratton (1881-), astrofisico, professore a Cambridge                                       |
| 1956-1958                                         | Guy William Lambert (1889-), diplomatico                                                              |
| 1958-1960                                         | Charlie Dunbar Broad (→ 1935)                                                                         |
| 1960-1961                                         | Henri Habberley Price (→ 1939)                                                                        |
| 1960-1963                                         | Eric Robertson Dodds (1893-1979), professore di Greco a Birmingham e Oxford                           |
| 1963-1965                                         | Donald James West (1924-), psichiatra e criminologo                                                   |
| 1965-1969                                         | Sir Alister Hardy (1896-1985), zoologo                                                                |
| 1970                                              | W. A. H. Rushton (1901-1980), fisiologo, professore a Cambridge                                       |
| 1971-1974                                         | Clement William Kennedy Mundle (1916-), filosofo                                                      |
| 1974-1976                                         | John Beloff (1920-2006), psicologo all'Università di Edimburgo                                        |
| 1976-1979                                         | Arthur J. Ellison (-2000)                                                                             |
| 1980                                              | Joseph Banks Rhine (1895-1980)                                                                        |
| 1980                                              | Louisa Ella Rhine (1891-)                                                                             |
| 1981-1983                                         | Arthur J. Ellison (→ 1976)                                                                            |
| ???                                               | ???                                                                                                   |
| 1992-1993                                         | Alan Gauld                                                                                            |
| 1993-1995                                         | Archie Roy, professore di astronomia a Glasgow, fondò la SPR scozzese nel 1987                        |
| 1996-1999                                         | David Fontana, professore di psicologia all'università di Cardiff                                     |
| 1999-2004                                         | Bernard Carr, professore di matematica e astronomia all'Università di Londra                          |
| 2004-                                             | John Poynton, Biologo                                                                                 |

Nota riguardante i personaggi in corsivo: Eleanor Sidgwick fu moglie di Henry Sidgwick e sorella
di Arthur Balfour e Gerald Balfour.

## La SPR oggi
La società esiste ancora, e dichiara che il suo obiettivo principale è "comprendere gli eventi e le capacità comunemente definite 'medianiche' o 'paranormali' promuovendo e sostenendo importanti ricerche in questo settore".
Con questo presupposto la SPR ha creato un enorme archivio, parte del quale è mantenuto all'Università di Cambridge.
La società conta attualmente un gran numero di personaggi noti tra i suoi membri, inclusi i parapsicologi Susan Blackmore, Ciarán O'Keeffe e Louie Savva.
Investigatori di fenomeni spontanei (infestazioni, ecc.) includono Maurice Grosse e Guy Lyon Playfair, noti per essersi occupati del Poltergeist di Enfield.